# Quartier Notre-Dame (Paris)

Lage des Stadtviertels innerhalb des 4. Arrondissement

Das Quartier Notre-Dame ist das 16. Stadtviertel im 4. Arrondissement von Paris.

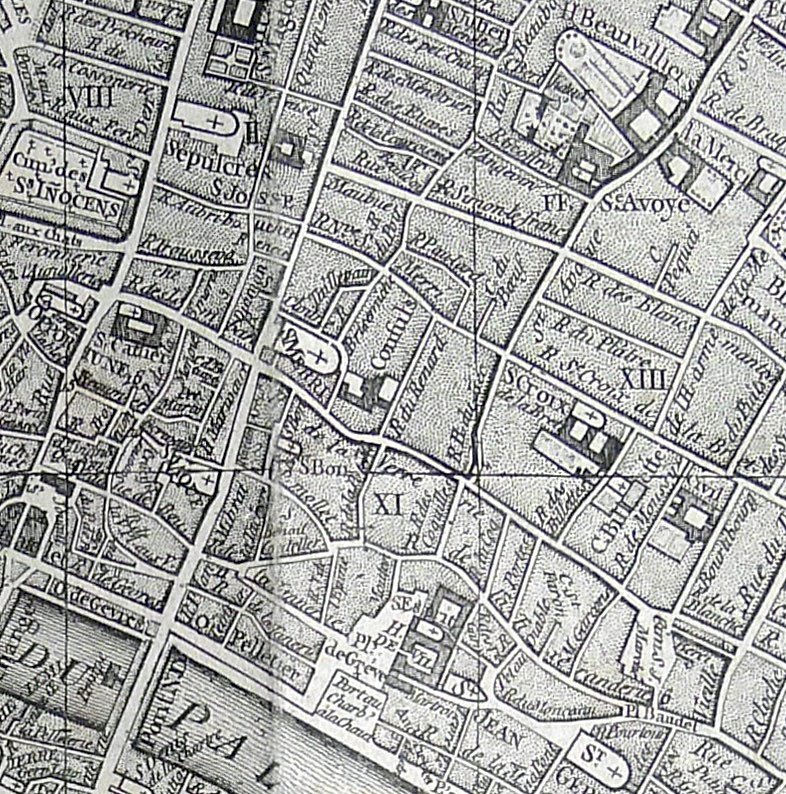
Die Umgebung der Pfarrkirche Saint-Merri auf dem Plan von Vaugondy (1760)

## Lage
Das Viertel wird praktisch aus einem Teil der Île de la Cité und der Île Saint-Louis gebildet: Die Seine bildet die südliche Grenze (Quai Saint-Michel, Quai de Montebello, Quai de la Tournelle und ein Teil des Quai Saint Bernard). Im Norden liegt die Grenze in der Mitte der Seine, im Westen ist es der Boulevard du Palais und im Osten die Seine.

## Namensursprung
Das Viertel hat seinen Namen von der Notre-Dame de Paris.

## Geschichte
Das Viertel umfasst die Île Saint-Louis und einen Teil der Île de la Cité bis zum Boulevard du Palais. Es wurde als 16. Quartier auf der Grundlage des Gesetzes vom 16. Juni 1859 per Dekret vom 1. November gebildet.

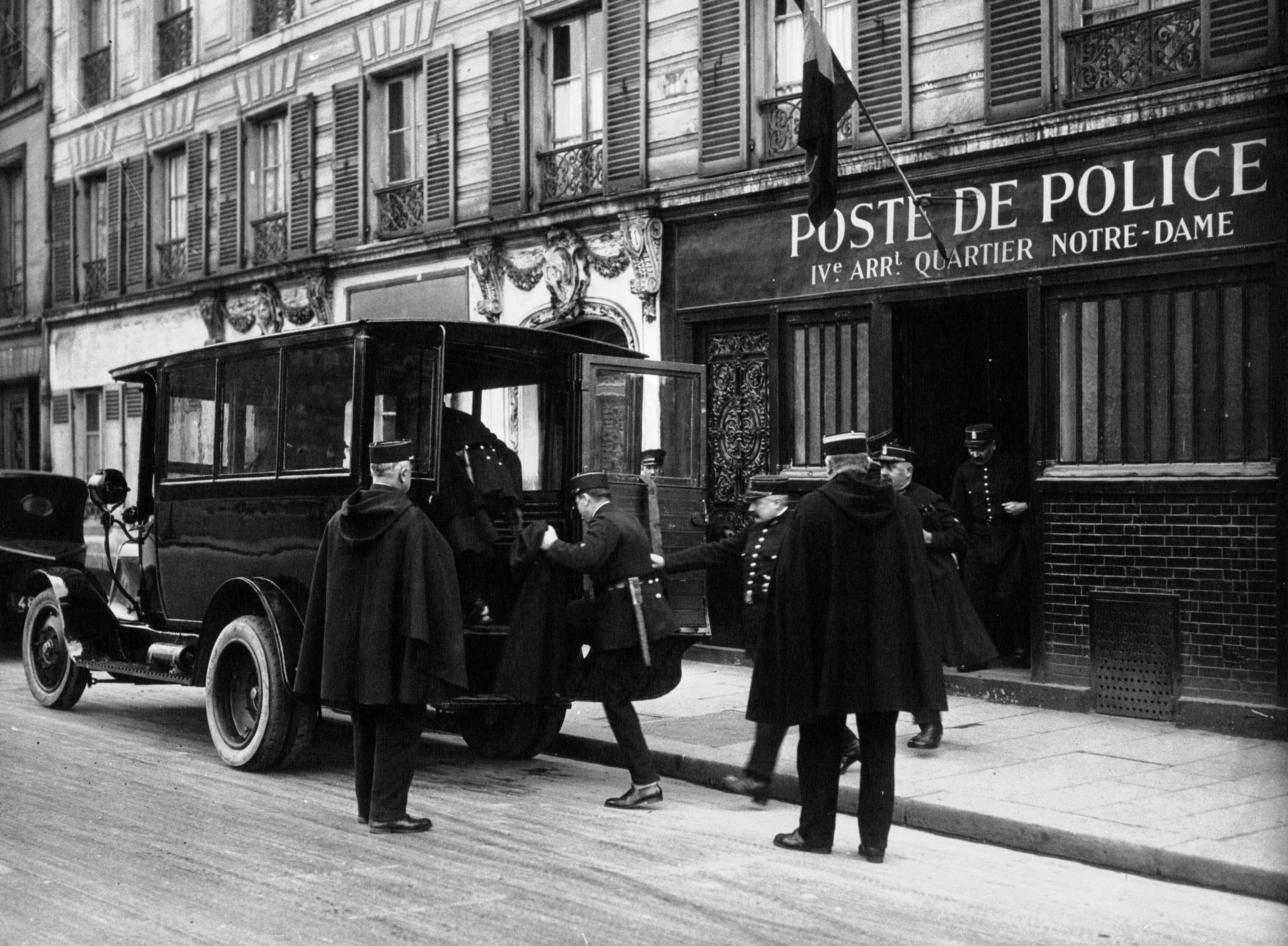
Polizeistation des Viertels
im Jahr 1920

## Sehenswürdigkeiten
- Kathedrale Notre-Dame de Paris
- Sainte-Chapelle
- Palais de Justice
- Conciergerie
- Square du Vert Galant
- Île Saint-Louis